# Anapisona kethleyi
Espèce
Anapisona kethleyi est une espèce d'araignées aranéomorphes de la famille des Anapidae.

## Distribution
Cette espèce se rencontre au Costa Rica et au Mexique au Chiapas, au Tabasco et en Oaxaca.

## Description
Le mâle holotype mesure 0,94 mm et la femelle paratype 1,19 mm.

## Étymologie
Cette espèce est nommée en l'honneur de John B. Kethley.

## Publication originale
- Platnick & Shadab, 1979 : A review of the spider genera Anapisona and Pseudanapis (Araneae, Anapidae). American Museum Novitates, no 2672, p. 1-20 (texte intégral).